# Stella Dallas (1937)
Stella Dallas ist ein US-amerikanischer Spielfilm aus dem Jahr 1937. Die Regie führte King Vidor, die Hauptrollen spielen Barbara Stanwyck und Anne Shirley. Der Film steht in einer langen Tradition von Produktionen über aufopferungsvolle Mütter wie Madame X, The House on 56th Street und The Life of Vergie Winters, die besonders in der frühen Tonfilmzeit große Popularität genossen. 

## Handlung
Die ehrgeizige junge Stella Martin, die aus einer Arbeiterfamilie in Massachusetts stammt, lockt den hochgebildeten Manager Stephen Dallas in eine Ehe. Die Standesunterschiede und Stellas kompletter Mangel an gesellschaftlichem Schliff verurteilen die Ehe von Anfang zum Scheitern. Kurz nach der Geburt der gemeinsamen Tochter Laurel trennen sich die Eheleute, bleiben aber verheiratet. Stephen überlässt Stella das Sorgerecht für Laurel. Die Jahre vergehen und Stephen gelangt zu Wohlstand und er unterstützt Stella weiterhin finanziell. Stella gelingt es trotz der eigenen mangelhaften Erziehung aus Laurel eine junge Dame mit guten Manieren und Umgangsformen zu machen. 
Stephen trifft seine inzwischen verwitwete Jugendliebe Helen nach vielen Jahren wieder, die mit ihren drei Söhnen in luxeriösen Verhältnissen lebt. Er führt Laurel in die Familie von Helen ein, die von dem Wohlstand, den drei gleichaltrigen Jungen und der eleganten Helen eingenommen ist. Als Stephen und Helen heiraten wollen, weigert sich Stella strikt, in eine Scheidung einzuwilligen. Stella fürchtet, dass Stephen ihr die Tochter wegnehmen will. Laurel liebt ihre Mutter und fühlt sich für sie verantwortlich. Die Dinge nehmen eine dramatische Wendung, als Stella mit viel Liebe eine Geburtstagsparty für Laurel organisiert und dazu alle Freundinnen von Laurel einlädt. Während Mutter und Tochter am festlich gedeckten Tisch auf die Gäste warten, kommen nach und nach die Absagen. Ganz allein mit ihrer traurigen Tochter kommt Stella allmählich zur Besinnung und begreift, dass nur Stephen in der Lage ist, Laurel die Stellung in der Gesellschaft zu geben, die ihr zukommt. 
Zunächst versucht Stella allerdings, durch weitere geldliche Zuwendungen von Stephen selbst ihre Tochter in der Gesellschaft zu etablieren. In einem elitären Club, in dem sie ihre Tochter eingeführt hat, erscheint Stella allerdings in unangemessener Kleidung und wird zum Gespött der Anwesenden. Als Stella eines Nachts mitbekommt, wie Laurel sich in den Schlaf weint, weil sich ihre Freundinnen offen über ihre „vulgäre“ Mutter lustig machen, nimmt Stella Zuflucht zu einer List: Sie trifft sich heimlich mit Helen Morrison und weiht diese in ihren Plan ein, sich komplett aus Laurels Leben zurückzuziehen. Mrs. Morrison ist tief beeindruckt über die absolute Selbstlosigkeit und überwältigende Opferbereitschaft von Stella und willigt ein, die Idee zu unterstützen. Stella täuscht Laurel, indem sie vorgibt, sich mit dem befreundeten Trunkenbold Ed einzulassen, und treibt ihre Tochter schließlich dazu, zu ihrem Vater zu ziehen. Um jede Chance auf Versöhnung von Anfang zu verhindern, bricht Stella durch gespielte Ausbrüche mit ihrer Tochter. 
Später steht Stella draußen vor dem Fenster von Stephens Stadthaus und sieht der Trauung von Laurel mit Richard Grosvenor, einem respektablen jungen Mann der besten Gesellschaft, zu. Ein Polizist will sie vertreiben, doch Stella bittet, noch einen Augenblick stehenbleiben zu dürfen, bis die Ringe getauscht werden. Stella geht mit einem Lächeln im Gesicht fort.

## Hintergrund
Stella Dallas, ein Bestseller aus den frühen 1920ern über die unendliche Tiefe der Mutterliebe von Olive Higgins Prouty war von Samuel Goldwyn bereits 1925 mit Ronald Colman und Belle Bennett adaptiert worden (Das Opfer der Stella Dallas). Zehn Jahre später überzeugte der finanzielle Erfolg der Neuverfilmung von Der Weg im Dunkel, den Goldwyn ebenfalls zuerst 1925 in den Verleih brachte, den Produzenten, Stella Dallas erneut vor die Kameras zu bringen. Die Produktion war problematisch. Die zunächst für die Rolle der Stella vorgesehene Ruth Chatterton weigerte sich, nach ihrem Auftritt in Dodsworth kurz zuvor erneut eine unsympathische Frau zu spielen. William Wyler, die erste Wahl als Regisseur, zeigte ebenfalls keine Lust, den in seinen Augen völlig veralteten Stoff erneut zu inszenieren. In der Zwischenzeit versuchte der Produzent, die Schauspielerinnen Laurette Taylor und Betty Compson zu gewinnen, doch am Ende überzeugte keine der Möglichkeiten. Es war Joel McCrea, der Goldwyn auf Barbara Stanwyck in der Rolle der Stella Dallas brachte. Für den Charakter der Lauren fiel die Wahl schließlich auf Anne Shirley, die 1934 mit der Verfilmung des Kinderbuchklassikers Anne of Green Gables zu Ruhm gekommen war, deren Karriere sich seitdem jedoch kaum weiter entwickelte. Die Dreharbeiten verliefen langwierig. King Vidor fand nach eigenem Bekunden keinen Zugang zu dem Stoff, und die beiden Schauspielerinnen beschwerten sich unentwegt über Vidors offensichtliches Desinteresse. Als der Film schließlich in die Kinos kam, waren alle Beteiligten von der überwiegend positiven Resonanz der Kritiker überrascht. 
Stella Dallas steht in der Schilderung weiblicher Selbstaufopferung in einer Tradition von Filmen wie The Life of Vergie Winters, die seit Beginn der Tonfilmära das Standardrepertoire jeden Studios gehörten. Diese Filme, sog. confession tales, zu deutsch Bekenntnisfilme, schilderten das Leiden von Frauen, die an den falschen Mann geraten waren und all die Probleme, die sich nach der gescheiterten Beziehung auftaten. Sehr häufig war die Heldin gezwungen, um sich und das Kind ernähren zu können, unwürdigen Beschäftigungen nachzugehen. Häufig blieb ihr entweder die Wahl, Prostituierte zu werden, so wie Helen Hayes in Die Sünde der Madelon Claudet oder Marlene Dietrich in Blonde Venus. Oder sie gab ihr Kind zur Adoption frei, wie Ann Harding in Devotion und Gallant Lady oder Kay Francis in The House on 56th Street.
Die ungebrochene Popularität dieser Erzählungen zeigte sich auch darin, dass nahezu zeitgleich mit Stella Dallas zwei weitere Filme in die Kinos kamen, in denen die Heldin alles tut, um ihren Kindern ein besseres Leben zu ermöglichen: Die zweite Mutter mit Gladys George und Confession mit Kay Francis.
1990 entstand eine weitere Verfilmung von Stella Dallas mit Bette Midler in der Titelrolle und Trini Alvarado als Tochter.

## Auszeichnungen
Stella Dallas erhielt bei der Oscarverleihung 1938 Nominierungen in den Kategorien 
- Beste Hauptdarstellerin – Barbara Stanwyck
- Beste Nebendarstellerin – Anne Shirley

## Kritiken
Die Kritiker lobten unisono das Spiel von Stanwyck und Shirley, fanden die Handlung jedoch veraltet. King Vidor fand Anerkennung für seine Inszenierung, die es schaffen würde, die Geschehnisse im Fluss zu halten. Ein Rezensent brachte den allgemeinen Konsens und die große Popularität auf den Punkt, als er feststellte
Niemand ging auf die Geburtstagsparty von Stella Dallas Tochter, doch jeder ging sich den Film ansehen.
Nobody came to Stella Dallas' daughters birthdayparty. Everybody went to see the picture.
Ab den späten 1980er-Jahren wiederentdeckt, ist die Figur der Stella zu einer „Galionsfigur in der feministischen Filmtheorie“ geworden. So sei Stella, die wegen ihrer ärmlichen Herkunft von Beginn an zum Scheitern verurteilt war, in ihrer „Selbstlosigkeit“ gegenüber ihrer Tochter ein Symbol der Stellung der Frau an sich. Der Philosoph Stanley Cavell sah Stella Dallas als einen „Bildungsfilm“, in dem es um Erkenntnis und Anerkennung gehe: Stella sei nicht nur Mutter und Opfer, wie ihr lächelndes Gesicht am Ende des Filmes verdeutliche, sondern strebe nach „Freiheit und Emanzipation“, was sie mit dem Zurücklassen ihrer Tochter und dem Ignorieren der Regeln der Upperclass konsequent durchziehe.